# Ali (Familienname)
Ali ist ein Familienname.

## Namensträger

### A
- Abbas Ali (* 1990), pakistanischer Fußballspieler
- Al-ʿAbbās ibn ʿAlī (647–680), Halbbruder des Husain ibn Ali, schiitischer Märtyrer
- Abd Al Rahman Osman Ali (* 1986), österreichischer Fußballspieler
- Abdel Halim Ali (* 1973), ägyptischer Fußballspieler
- Abdelrahman Ali, sudanesischer Fußballtorhüter
- Abdiweli Mohamed Ali (* 1965), somalisch-amerikanischer Ökonom, Politiker und Akademiker
- Abdulaziz al-Ali (* 1983), kuwaitischer Fußballspieler
- Abdul Muhsen Ali (* 1976), kuwaitischer Fechter
- Abdul Wahab Ali (* 1958), irakischer Tischtennisspieler
- Abdulkarim al-Ali (* 1991), katarischer Fußballspieler
- Abdullah Ali (Ruderer) (* 1936), ägyptischer Ruderer
- Abdullah Ali (Sportschütze), bahrainischer Sportschütze
- Abdullah Ali (Tennisspieler) (* 1979), bruneiischer Tennisspieler
- Abdullah Yusuf Ali (1872–1953), indischer Koranübersetzer
- Abdurahman Ali (1911–??), philippinischer Schwimmer
- Abid Ali, pakistanischer Fußballspieler
- Abid Sher Ali (* 1971), pakistanischer Politiker
- Abu Ali, Fußballspieler der Vereinigten Arabischen Emirate
- Abu l-Hasan Ali († 1485), Emir von Granada
- Adamou Ali (um 1927–1990), nigrischer Sänger, siehe Tombokoye Tessa
- Adel Jadoua Ali (* 1981), katarischer Fußballspieler
- Afrashim Ali († 2012), maledivischer Politiker
- Ahmad al-Ali (* 1987), kuwaitischer Fußballschiedsrichter
- Ahmad Shakir Ali (* 1989), malaysischer Fußballspieler
- Ahmadu Ali (* 1936), nigerianischer Offizier, Arzt und Politiker
- Ahmed Ali (Autor) (1910–1994), pakistanischer Dichter und Schriftsteller
- Ahmed Ali (Leichtathlet) (* 1972), ghanaischer Sprinter
- Ahmed Ali (Handballspieler) (* 1973), ägyptischer Handballspieler
- Ahmed Ali Kamel (* 1986), ägyptischer Fußballspieler
- Ahmed Ali (Fußballspieler, Januar 1990) (Ahmed Ali Salem Khamis al-Abri, * 1990), Fußballspieler aus den Vereinigten Arabischen Emiraten
- Ahmed Ali (Fußballspieler, Oktober 1990) (Ahmed Ali Mohamed, * 1990), somalischer Fußballspieler
- Ahmed al-Ali (* 1987), jordanischer Fußballschiedsrichter
- Ahmed Abid Ali (* 1986), irakischer Fußballspieler
- Ahmed Khalaf Ali, ägyptischer Turner
- Ahmed Mohammed Ali (* 1985), libyscher Radrennfahrer
- Aïcha Garad Ali (* 1966), dschibutische Sportfunktionärin
- Aires Ali (* 1955), mosambikanischer Ministerpräsident
- Akhtar Ali (* 1939), indischer Tennisspieler
- Akram Ali (* 1976), syrischer Fußballspieler
- Alaa Hussein Ali (* 1949), kuwaitischer Politiker, Premierminister Kuwaits, Vizepremier Iraks
- Alauddin Ali (1952–2020), bangladeschischer Filmkomponist
- Ali Badru Ali, sansibarischer Fußballspieler
- Aliya bint Ali (1911–1950), arabische Prinzessin und eine irakische Königsgemahlin
- Amadou Ali (Politiker) (1943–2022), kamerunischer Politiker
- Amadou Ali Djibo, nigrischer Politiker
- Amadu Ali (Politiker) (* 1953), ghanaischer Politiker
- Amadu Ali (Fußballspieler) (* 1988), malawischer Fußballspieler
- Amin Ali (* 1956), US-amerikanischer Fusionmusiker
- Amina Salum Ali (* 1956), tansanische Politikerin
- Amir Ali-Akbari (* 1987), iranischer Ringer
- Amos Ali (* 1975), Leichtathlet aus Papua-Neuguinea
- Anas Al-Shaikh-Ali, Wissenschaftler
- Anas Farah Ali (* 2000), dschibutischer Fußballspieler
- Annabel Laure Ali (* 1985), kamerunische Ringerin
- Anwar Ali (* 1984), indischer Fußballspieler
- Anwar Ali (Fußballspieler, 2000) (* 2000), indischer Fußballspieler
- Anwar Mohamed Ali (* 1971), jemenitischer Leichtathlet
- Arif Abdulrazak Ali (* 1976), bahrainischer Fußballspieler
- Arsher Ali (* 1984), britischer Schauspieler
- Aruna Asaf Ali (1909–1996), indische Freiheitskämpferin
- Asaf Ali (1888–1953), indischer Rechtsanwalt, Politiker und Diplomat
- Ashad Ali (* 1986), maledivischer Fußballspieler
- Asif Ali (Schauspieler, 1986), (* 1986) indischer Schauspieler
- Asif Ali (Cricketspieler, 1989), (* 1989) pakistanischer Cricketspieler
- Asif Ali (Cricketspieler, 1991), (* 1991) pakistanischer Cricketspieler
- Asif Ali (Schauspieler, 1988), amerikanischer Schauspieler und Comedian
- Azam Ali (* 1970), iranisch-US-amerikanische Sängerin
- Aziz Ali (* 1980), kenianischer Boxer

### B
- Bachtyar Ali (* 1966), irakisch-kurdischer Schriftsteller
- Barkat Ali (* 1935), pakistanischer Boxer
- Belal Mansoor Ali (* 1988), bahrainischer Leichtathlet
- Belina Mohamed-Ali (* 1990), deutsche Schauspielerin afroamerikanischer Herkunft
- Ben Ali (Ringer), Ringer aus den Vereinigten Arabischen Emiraten
- Ben Ali (Geschäftsmann) (Mahaboob Ben Ali; 1927–2009), US-amerikanischer Geschäftsmann
- Bertille Ali (* 1982), zentralafrikanische Judoka
- Bibiro Ali Taher (* 1988), tschadische Leichtathletin

### C
- Chaudhry Muhammad Ali (1905–1980), pakistanischer Premierminister 1955 bis 1956
- Chaudhry Zulfiqar Ali († 2013), pakistanischer Staatsanwalt
- Chituru Ali (* 1999), italienischer Sprinter
- Choudhary Rahmat Ali (1897–1951), pakistanischer Politiker
- Csaba Ali (1946–2020), ungarischer Schwimmer

### D
- Dadir Amin Ali, somalischer Fußballspieler
- Donya Salomon-Ali (* 1993), haitianische Fußballspielerin
- Dwayne Ali (* 1978), guyanischer Fußballspieler

### E
- Émile Ali-Khan (* 1902), französischer Sprinter

### F
- Fadi al-Ali (* 1985), palästinensischer Fußballspieler
- Faraq Ali (* 1963), ägyptischer Ringer
- Fathimath Dheema Ali (* 2007), maledivische Tischtennisspielerin
- Fikri El Haj Ali (* 1985), deutscher Fußballspieler
- Fouad Ali (* 1936), ägyptischer Ringer

### G
- Ghada Ali (* 1989), libysche Leichtathletin
- Ghazanfar Ali (* 1978), pakistanischer Hockeyspieler
- Gibreel Ali (* 1924), sudanesischer Sportschütze
- Gülsim Ali (* 1995), türkische Schauspielerin

### H
- Hager Ali, deutsche Politologin, Hochschullehrerin und Journalistin
- Haider Ali (Boxer) (* 1979), pakistanischer Boxer
- Haider Ali (Leichtathlet) (* 1984), pakistanischer Leichtathlet
- Haider Ali (Cricketspieler) (* 2001), pakistanischer Cricketspieler
- Haitham Ali (* 1971), irakischer Fußballschiedsrichter
- Hamad Ali Yousef Abdulla al-Ali (* 1983), Fußballschiedsrichter der Vereinigten Arabischen Emirate
- Hamed Ali (* 1956), saudi-arabischer Leichtathlet
- Hamid Ali-Doosti (* 1956), iranischer Fußballspieler und -trainer
- Hamza Ali (* 1923), ägyptischer Fußballspieler
- Hasaan Ibn Ali (1931–1980), US-amerikanischer Jazzmusiker
- Hasan Ali (Turkmene), Herrscher von Qara Qoyunlu (1468)
- Hasan Ali (Handballspieler), bahrainischer Handballspieler
- Hasan Ali (Cricketspieler) (* 1994), pakistanischer Cricketspieler
- Hashim Ali (* 2000), katarischer Fußballspieler
- Hasna Hassan Ali, dschibutische Politikerin
- Hassan Ibrahim Ali (* 1996), somalischer Fußballtorhüter
- Haya Ali (* 2004), ägyptische Squashspielerin
- Hazza Ali (Hazza Ali Hazza Ateeq Mubarak, * 1995), bahrainischer Fußballspieler
- Hoca Ali Rıza (1858–1930), türkischer Maler
- Hosein Ali, bahrainischer Fußballspieler
- Houssein Ali (* 1974), dschibutischer Fußballspieler
- Husain Ali (Handballspieler), bahrainischer Handballspieler
- Husain Ali (Fußballspieler) (* 1981) auch Husain Ali Ahmed Abdulla, bahrainischer Fußballspieler
- Hussein Ali (Fußballspieler, 1996) (Hussein Ali Jasim al-Saedi, * 1996), irakischer Fußballspieler
- Hussein Ali (Fußballspieler, 2002) (Hussein Haydar Hussein Ali, * 2002), schwedisch-irakischer Fußballspieler
- al-Husain ibn ʿAlī (626–680), Imam der Schiiten, Enkel des Propheten Mohammed
- Husain I. ibn Ali († 1735), Bey von Tunis, Begründer der Dynastie der Husainiden
- Hussein ibn Ali (Hedschas) (1853–1931), König des Hedschas
- Hussein Fadhel Ali (* 1984), kuwaitischer Fußballspieler

### I
- Ibrahim Ali, Fußballspieler der Vereinigten Arabischen Emirate
- Irfaan Ali (* 1980), guyanischer Politiker, Abgeordneter, Minister, Präsident
- Isnan Ali (* 1979), indonesischer Fußballspieler
- Israr Ali (1927–2016), pakistanischer Cricketspieler

### J
- Jabor Mohammed Ali Mutawa (* 1994), katarischer Tennisspieler
- Jaker Ali (* 1998), bangladeschischer Cricketspieler
- Jamaal Amiin Ali (* 1984), somalischer Fußballspieler
- Jamal Ali, Fußballspieler der Vereinigten Arabischen Emirate
- Jamal Abdulla Ali (* 1988), Fußballspieler der Vereinigten Arabischen Emirate
- Jamil Ali (* 1983), singapurischer Fußballspieler
- Jay Ali (* 1982), britischer Schauspieler
- Jimmy Pop Ali (* 1972), US-amerikanischer Rocksänger, siehe Jimmy Pop
- Joy Ali († 2015), fidschianischer Boxer

### K
- Kadidja Mohamed Ali, dschibutische Politikerin
- Kamal Hasan Ali (1921–1993), ägyptischer General und Premierminister 1984 bis 1985
- Kamel Bou-Ali (* 1958), tunesischer Boxer
- Karolyn Ali (1944–2015), US-amerikanische Filmproduzentin
- Kefah Ali Deeb (* 1982), syrische Aktivistin
- Kelli Ali (Kelli Dayton; * 1974), englische Sängerin und Gitarristin
- Khadim Ali (* 1978), pakistanischer Künstler
- Khaled Ali (* 1972), ägyptischer Arbeiter- und Anti-Korruptions-Aktivist
- Khan Jahan Ali († 1459), türkischstämmiger Heerführer
- Kosrat Rasul Ali (* 1952), irakisch-kurdischer Politiker

### L
- Lahoussine Ali (* 1974), marokkanischer Fechter
- Laila Ali (* 1977), US-amerikanische Boxerin
- Laylah Ali (* 1968), US-amerikanische bildende Künstlerin
- Liaqat Ali (* 1983), pakistanischer Leichtathlet
- Luisa Islam-Ali-Zade (* 1971), usbekische Opernsängerin (Mezzosopran)
- Luna Ali (* 1993), deutsch-syrische Autorin
- Luqman Ali (1939–2007), US-amerikanischer Jazzmusiker

### M
- Maejor Ali (eigentlich Brandon Green; * 1988), US-amerikanischer Singer-Songwriter und Musikproduzent
- Mahdi Ali (Mahdi Ali Hassan Redha, * 1965), Fußballspieler und -trainer aus den Vereinigten Arabischen Emiraten
- Mahershala Ali (* 1974), US-amerikanischer Schauspieler
- Mahmoud al-Ali (* 1984), libanesischer Fußballspieler
- Mamane S Ani Ali (* 1968), nigrischer Leichtathlet
- Mamman Ali (1958–2009), nigerianischer Politiker
- Manuel Said Ali (1861–1953), brasilianischer Romanist, Lusitanist und Grammatiker
- Mariyam Ru’ya Ali (* 2005), maledivische Sprinterin
- Marwan Ali (* 1968), syrisch-kurdischer Dichter
- Masomah Ali Zada (* 1996), afghanische Radrennfahrerin
- Massud Ali-Mohammadi (1959–2010), iranischer Teilchenphysiker und Hochschullehrer
- Maxime Helal Ali (* 2000), französischer Fußballspieler
- Mazhar Ali (* 1990), pakistanischer Leichtathlet
- Mehboob Ali (* 1990), pakistanischer Leichtathlet
- Memet-Raim Memet-Ali (* 2000), chinesischer Fußballspieler
- Michael Nazir-Ali (* 1949), britisch-pakistanischer katholischer Geistlicher, ehemaliger anglikanischer Bischof
- Mir Quasem Ali (1952–2016), bangladeschischer Unternehmer und Politiker
- Mishal al-Ali (* 1968), kuwaitischer Handballspieler
- Moeen Ali (* 1987), englischer Cricketspieler
- Mohamed Ali (Fußballspieler) (* 1992), nigrischer Fußballspieler
- Mohamed Ali Amin (* 1990), bangladeschischer Weitspringer
- Mohamed Ali Bhar (* 1989), tunesischer Handballspieler
- Mohamed Ahmed Abu Ali (* 1964), saudi-arabischer Fechter
- Mohamed Helal Ali, Leichtathlet aus den Vereinigten Arabischen Emiraten
- Mohamed Hussein Ali (* 1956), kenianischer Beamter
- Mohamed Mousa Ali (* 1986), katarischer Fußballspieler
- Mohammad Ali (1931–2006), pakistanischer Filmschauspieler
- Mohammad Ali (Fußballspieler) (* 1989), jordanischer Fußballspieler
- Mohammad Mohammad Ali (* 1948), iranischer Schriftsteller
- Mohammed Ali (Gewichtheber) (* 1981), irakischer Gewichtheber
- Mohammed Ali (Bauunternehmer), ägyptischer Bauunternehmer, Schauspieler und Oppositioneller gegen das Sisi-Regime
- Mohanad Ali (* 2000), irakischer Fußballspieler
- Mohanad Mohammed Ali (* 1973), irakischer Fußballspieler
- Mohsin Ali (* 1988), pakistanischer Hürdenläufer
- Monica Ali (* 1967), britische Schriftstellerin
- Mosaraf Ali (* 1953), indischer Arzt und Autor
- Moses Ali (* 1939), ugandischer Politiker
- Mouhadine Ali (* 1978), dschibutischer Fußballspieler
- Mounawar Bourhan Ali (* 1982), dschibutischer Tennisspieler
- Mourade Ali (* 1984), komorischer Fußballspieler
- Moussa Ali (* 1969), dschibutischer Fußballspieler
- Mubarak al-Ali (* 1954), katarischer Fußballspieler
- Muhammad Ali (Brunei) († 1661), Sultan von Brunei
- Muhammad Ali Pascha (1769–1849), ägyptischer Herrscher
- Muhammad Ali (Ahmadiyya) (1874–1951), Emir der Ahmadiyya Anjuman Ischat-i-Islam Lahore
- Muhammad Ali Jinnah (1876–1948), Gründer von Pakistan
- Muhammad Ali (Boxer, 1933) (* 1933), pakistanischer Boxer
- Muhammad Ali (Schlagzeuger) (* 1936), amerikanischer Schlagzeuger
- Muhammad Ali (Cassius Clay; 1942–2016), US-amerikanischer Boxer
- Muhammad Ali (Leichtathlet) (* 1986), pakistanischer Leichtathlet
- Muhammad Ali (Boxer, 1996) (* 1996), englischer Boxer
- Muhammad Mansur Ali (1917–1975), bangladeschischer Politiker und Jurist
- Muhammad Ramzan Ali (* 1932), pakistanischer Weitspringer, Dreispringer und Sprinter
- Mukhtar Ali (* 1997), saudi-arabisch-englischer Fußballspieler
- Muneeba Ali (* 1997), pakistanische Cricketspielerin
- Musaab Nazzal al-Ali (* 1985), syrisch-deutscher Arzt und Minister für Gesundheit
- Mustafa Ali (* 1986), amerikanischer Wrestler
- Muzaffar Ali (* 1944), indischer Filmregisseur, Maler, Modedesigner und Musiker

### N
- Nadia Ali (* 1980), pakistanisch-amerikanische Singer-Songwriterin
- Nadir Ali, sansibarischer Fußballspieler
- Nadschi al-Ali (1938–1987), palästinensischer Cartoonist
- Najah Ali (* 1980), irakischer Boxer
- Nashat Akram Ali (* 1984), irakischer Fußballspieler
- Nashwan Abdulaziz Ali (* 1983), jemenitischer Fußballspieler
- Nasir Ali (* 1959), pakistanischer Hockeyspieler
- Nasser Mohamed Ali, ägyptischer Fußballspieler
- Nasuhzade Ali Pascha († 1822), Großadmiral der osmanischen Marine
- Naushad Ali (1919–2006), indischer Filmmusikkomponist
- Nedschmi Ali (* 1972), bulgarischer Politiker der Bewegung für Rechte und Freiheiten, MdEP
- Nia Ali (* 1988), US-amerikanische Leichtathletin
- Noble Drew Ali (1886–1929), religiöser afroamerikanischer Führer; Gründer des Moorish Science Temple of America
- Nojoud Ali (* 1998), jemenitische Aktivistin und Autorin
- Noor Ali (* 1975), singapurischer Fußballspieler

### O
- Omar al-Ali (* 1988), Fußballschiedsrichter der Vereinigten Arabischen Emirate
- Omer Said Ali (* 1945), irakisch-kurdischer Politiker
- Osman Jama Ali (* 1941), somalischer Premierminister

### P
- Parviz Mir-Ali (* 1967), deutsch-iranischer Komponist und Sounddesigner
- Peter Ali (* 1956), australischer Basketballspieler

### Q
- Qamar Aden Ali († 2009), somalische Politikerin

### R
- Rachid Baba Ali Ahmed (1946–1995), algerischer Musiker und Musikproduzent* Rafi Ali (* 1972), singapurischer Fußballspieler
- Rahaman Ali (1943–2025), US-amerikanischer Boxer
- Rahim Ali (* 2000), indischer Fußballspieler
- Raschid Ben Ali (* 1978), marokkanisch-niederländischer Maler
- Rashidah Ali (* 1984), US-amerikanische Schauspielerin
- Rashied Ali (1933–2009), US-amerikanischer Jazz-Schlagzeuger
- Razlan Joffri Ali (* 1985), malaysischer Fußballschiedsrichter
- Razzak Ali (1928–2015), bangladeschischer Politiker
- Robleh Ali Adou (* 1964), dschibutischer Segler
- Rym Ali (* 1969), jordanische Frau, Gemahlin des Prinzen Ali bin al-Hussein

### S
- Sabahattin Ali (1907–1948), türkischer Schriftsteller und Lehrer
- Sabet al-Ali (* 1981), Fußballschiedsrichterassistent aus den Vereinigten Arabischen Emiraten
- Sabri Ali Mohamed (* 2000), dschibutischer Fußballspieler
- Sadam Ali (* 1988), US-amerikanischer Boxer
- Saeed Ahmed Ali (* 1982), Straßenradrennfahrer aus den Vereinigten Arabischen Emiraten
- Saeed Muhsin Ali (* 1978), irakischer Fußballspieler
- Safiye Ali (1894–1952), türkische Ärztin
- Said Ali, komorischer Fußballspieler
- Saïd Ibrahim Ben Ali (1911–1975), komorischer Adliger und Politiker
- Salem Shakir Ali (* 1986), irakischer Fußballspieler
- Salih al-Ali (1884–1950), syrischer Clanführer und Politiker
- Salim Ali (1896–1987), indischer Ornithologe und Naturforscher
- Salim Ben Ali (1918?–2002), Premierminister der Komoren 1978 bis 1982
- Salim Rubai Ali (1934–1978), jemenitischer Politiker
- Samooh Ali (* 1996), maledivischer Fußballspieler
- Schir Ali (1825–1879), Emir von Afghanistan
- Sean Ali (* 1984), US-amerikanischer Jazzmusiker
- Shahrudin Mohamed Ali (* 1941), malaysischer Leichtathlet
- Shareefah Hamid Ali (1883–1971?), indische Politikerin
- Shaukat Ali (1897–1960), indischer Hockeyspieler
- Sheikh Ali, malaysischer Hockeyspieler
- Shifana Ali (* 1984), maledivische Leichtathletin
- Shokat Ali (* 1970), englisch-pakistanischer Snookerspieler
- Sonni Ali, westafrikanischer Staatengründer, siehe Songhaireich
- Sophia Ali (* 1995), US-amerikanische Schauspielerin
- Suryadharma Ali (1956–2025), indonesischer Politiker
- Syed Ali (* 1956), indischer Hockeyspieler
- Syed Ameer Ali (1849–1928), indischer Philosoph und Richter am Obersten Gerichtshof in Bengal
- Syed Babar Ali (* 1926), pakistanischer Geschäftsmann, Philanthrop, Finanzminister, Präsident des WWF
- Syed Mohammad Ali (1928–1993), bengalischer Journalist
- Syed Mohsin Ali († 2015), bangladeschischer Politiker
- Syed Mushtaq Ali (1942–2010), indischer Feldhockeyspieler
- Syed Shahid Ali (* 1946), pakistanischer Sportfunktionär

### T
- Taher Ali Hassan Ali (* 1954), tansanischer Hockeyspieler
- Takis Mehmet Ali (* 1991), deutsch-griechischer Politiker (SPD), MdB
- Tarek al-Ali (* 1986), libanesischer Fußballspieler
- Tariq Ali (* 1943), pakistanischer Autor, Filmemacher und Historiker
- Tatyana Ali (* 1979), US-amerikanische Schauspielerin und Sängerin
- Thamer Kamal Ali (* 1988), katarischer Leichtathlet
- Tony Ali (* 1973), britischer Wasserspringer, siehe Tony Ally

### U
- Ubah Ali (* 1996), soziale Aktivistin und Feministin aus Somaliland

### W
- Walid Abdullah Ali (* 1986), saudi-arabischer Fußballspieler
- Wessam Abou Ali (* 1999), dänischer Fußballspieler
- Wazir Ali (Cricketspieler) (1903–1950), indischer Cricketspieler
- Wazir Ali (Radsportler) (1928–1999), pakistanischer Radrennfahrer

### Y
- Yacouba Ali, nigrischer Fußballspieler
- Yaser Salem Salah Ali (* 1977), Fußballspieler der Vereinigten Arabischen Emirate
- Yusef Ali (* 1988), katarischer Fußballspieler

### Z
- Zaeem Ali (* 1979), maledivischer Fußballschiedsrichter
- Zahir Ali (* 1987), indonesischer Autorennfahrer
- Zeeshan Ali (* 1970), indischer Tennisspieler
- Zenab Moussa Ali Mahamat (* 2003), bahrainische Sprinterin
- Zine el-Abidine Ben Ali (1936–2019), Präsident von Tunesien
- Zourah Ali (* 1994), dschibutische Athletin
- Zufiqar Ali Shah (* 1980), pakistanischer Fußballspieler